# 999
999 је била проста година.

## Догађаји
- Краљ Бермуда II абдицира у корист свог петогодишњег сина Алфонса V као владара Леона. Маварски освајачи су приморали Бермуда да призна суверенитет вође, омејадског везира и де факто владара Ал-Мансура.
- 9. септембар  – Битка код Сволдера: Норвешка флота, којом је командовао Улав Тригвасон на свом дугом броду Ормрин ланги, поражена је од стране комбиноване флоте данског краља Свена I Рашљобрадог и његовог шведског колеге Олофа Скотконунга, што је резултирало Тригвасоновом смрћу и поделом Норвешке између Шведске и Данске.
- 30. децембар – Битка код Гленмаме: Уједињене снаге Манстера и Мита под командом Брајана Боруа (високог краља Ирске) наносе тежак пораз савезничким војскама Ленстера и Даблина близу Лајонс Хила (округ Килдар).
- Караханиди нападају северно од реке Сир Дарје, окончавајући Саманидско царство (данашњи Иран). Саманидски домени су подељени између династије Газнавида и Караханида.
- 18. фебруар – Папа Гргур V умире након трогодишњег понтификата током којег га је породица Кресенти приморала да побегне из Рима. Наслеђује га папа Силвестер II као 139. папа Католичке цркве.
- Сигмундур Брестисон, викиншки поглавица, уводи хришћанство на Фарска Острва.